# Thiên vị hệ thống
Thiên vị hệ thống, còn được gọi là thành kiến hệ thống, và liên quan đến thành kiến cấu trúc / thiên vị cấu trúc, là xu hướng cố hữu của một quá trình nhằm hỗ trợ các kết quả cụ thể. Thuật ngữ này thường đề cập đến các hệ thống của con người như các tổ chức. Các vấn đề về thiên vị hệ thống được đề cập sâu rộng trong lĩnh vực kinh tế tổ chức công nghiệp. Thành kiến có hệ thống đóng một vai trò trong phân biệt chủng tộc có hệ thống, một hình thức phân biệt chủng tộc được đưa vào thực tế bình thường trong xã hội hoặc một tổ chức.
Không được nhầm lẫn khái niệm này với thiên vị tương đương trong các hệ thống không phải con người, chẳng hạn như các công cụ đo lường hoặc mô hình toán học được sử dụng để ước tính các đại lượng vật lý, thường được gọi là độ sai lệch hệ thống.

## Trong các tổ chức của con người
Thành kiến nhận thức vốn có trong kinh nghiệm, lòng trung thành và mối quan hệ của mọi người trong cuộc sống hàng ngày của họ, và những thành kiến mới liên tục được phát hiện và giải quyết trên cả cấp độ đạo đức và chính trị. Ví dụ, mục tiêu của hành động khẳng định ở Hoa Kỳ là chống lại những thành kiến liên quan đến giới tính, chủng tộc và sắc tộc, bằng cách mở rộng sự tham gia của thể chế cho những người có nhiều nguồn gốc hơn và do đó có nhiều quan điểm hơn. Ở Ấn Độ, hệ thống giai cấp và bộ lạc được sắp xếp sẵn có ý định giải quyết sự thiên vị mang tính hệ thống do chế độ đẳng cấp gây tranh cãi, một hệ thống tập trung vào sự phân biệt đối xử có tổ chức dựa trên tổ tiên của một người, không khác gì hệ thống mà hành động khẳng định nhằm chống lại. Cả hệ thống lập kế hoạch và hành động khẳng định đều yêu cầu việc tuyển dụng công dân từ các nhóm được chỉ định. Tuy nhiên, nếu không có đủ hạn chế dựa trên vị thế kinh tế xã hội thực tế của những người nhận viện trợ được cung cấp, thì những kiểu hệ thống này có thể dẫn đến việc vô tình thể chế hóa một dạng đảo ngược của cùng một thành kiến hệ thống, hoạt động chống lại mục tiêu để mở rộng sự tham gia của thể chế cho những người có nhiều nguồn gốc khác nhau.